# Lexy
Lexy est une commune française située dans le département de Meurthe-et-Moselle en région Grand Est.
Ses habitants sont les Léxéens.

## Géographie

### Communes limitrophes
Les communes limitrophes sont  Cons-la-Grandville, Cosnes-et-Romain, Cutry, Longwy, Réhon et Villers-la-Chèvre.
|                    | Cosnes-et-Romain | Longwy |
| Villers-la-Chèvre  | Lexy             | Réhon  |
| Cons-la-Grandville | Cutry            |        |

### Hydrographie

#### Réseau hydrographique
La commune est dans le bassin versant de la Meuse au sein du bassin Rhin-Meuse. Elle est drainée par la Chiers,.
La Chiers, d'une longueur de 127 km, prend sa source dans la commune de Mont-Saint-Martin et se jette  dans la Meuse à Remilly-Aillicourt, après avoir traversé 46 communes.

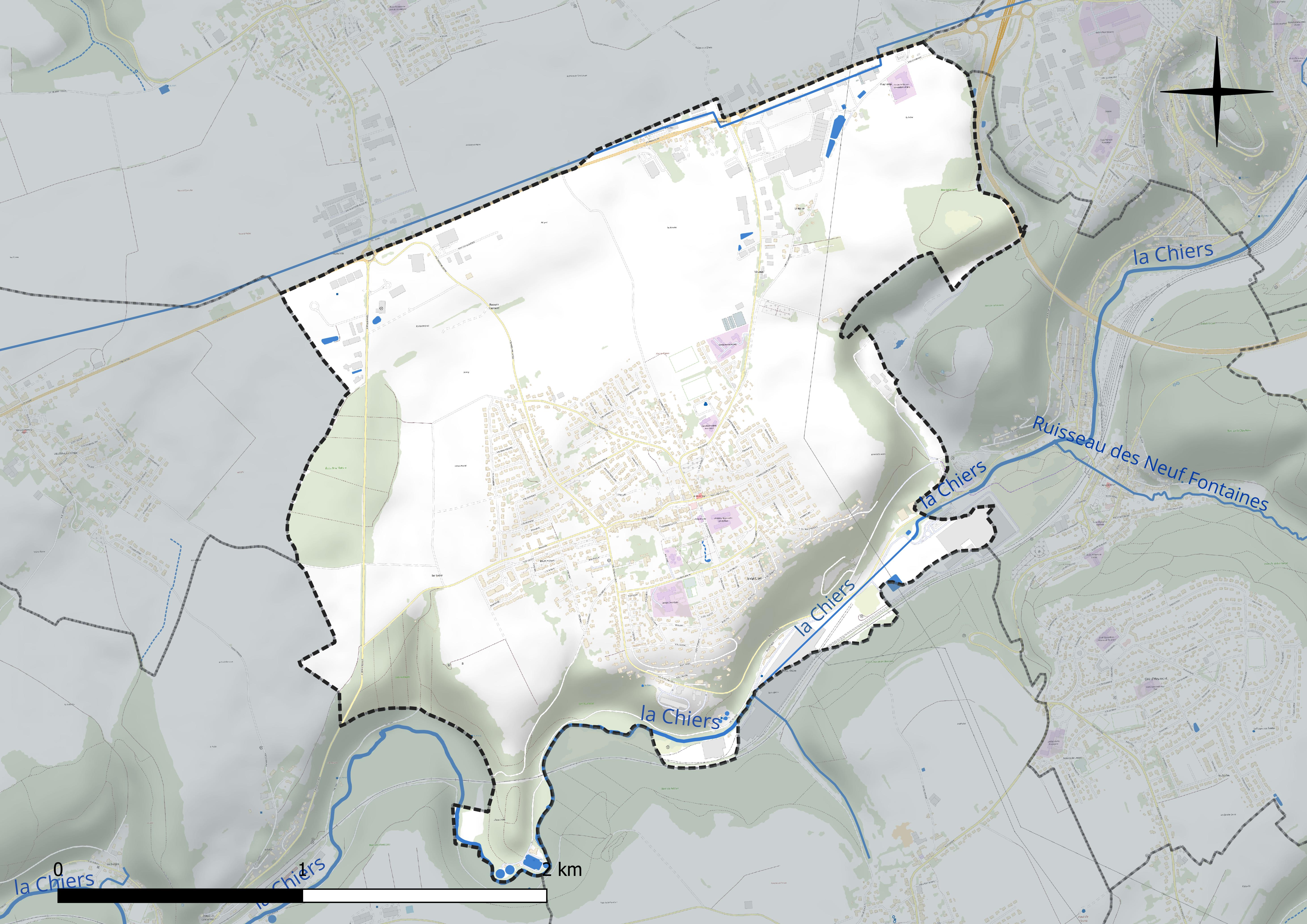
Réseau hydrographique de Lexy.

#### Gestion et qualité des eaux
Le territoire communal est couvert par le schéma d'aménagement et de gestion des eaux (SAGE) « Bassin ferrifère ». Ce document de planification concerne le périmètre des anciennes galeries des mines de fer, des aquifères et des bassins versants hydrographiques associés qui s’étend sur 2 418 km2. Les bassins versants concernés sont celui de la Chiers en amont de la confluence avec l'Othain, et ses affluents (la Crusnes, la Pienne, l'Othain), celui de l'Orne et ses affluents et celui de la Fensch, le Veymerange, la Kiesel et les parties françaises du bassin versant de l'Alzette et de ses affluents (Kaylbach, ruisseau de Volmerange). Il a été approuvé le 27 mars 2015. La structure porteuse de l'élaboration et de la mise en œuvre est la région Grand Est.
La qualité des cours d’eau peut être consultée sur un site dédié géré par les agences de l’eau et l’Agence française pour la biodiversité.

### Climat
Pour des articles plus généraux, voir Climat du Grand Est et Climat de Meurthe-et-Moselle.
En 2010, le climat de la commune est de type climat de montagne, selon une étude du Centre national de la recherche scientifique s'appuyant sur une série de données couvrant la période 1971-2000. En 2020, Météo-France publie une typologie des climats de la France métropolitaine dans laquelle la commune est exposée à un climat semi-continental et est dans la région climatique Lorraine, plateau de Langres, Morvan, caractérisée par un hiver rude (1,5 °C), des vents modérés et des brouillards fréquents en automne et hiver.
Pour la période 1971-2000, la température annuelle moyenne est de 9 °C, avec une amplitude thermique annuelle de 16,4 °C. Le cumul annuel moyen de précipitations est de 949 mm, avec 14,4 jours de précipitations en janvier et 9,8 jours en juillet. Pour la période 1991-2020, la température moyenne annuelle observée sur la station météorologique de Météo-France la plus proche, « Villette », sur la commune de Villette à 14 km à vol d'oiseau, est de 10,1 °C et le cumul annuel moyen de précipitations est de 909,4 mm. 
La température maximale relevée sur cette station est de 39 °C, atteinte le 25 juillet 2019 ; la température minimale est de −14,8 °C, atteinte le 20 décembre 2009,,.
Les paramètres climatiques de la commune ont été estimés pour le milieu du siècle (2041-2070) selon différents scénarios d'émission de gaz à effet de serre à partir des nouvelles projections climatiques de référence DRIAS-2020. Ils sont consultables sur un site dédié publié par Météo-France en novembre 2022.

## Urbanisme

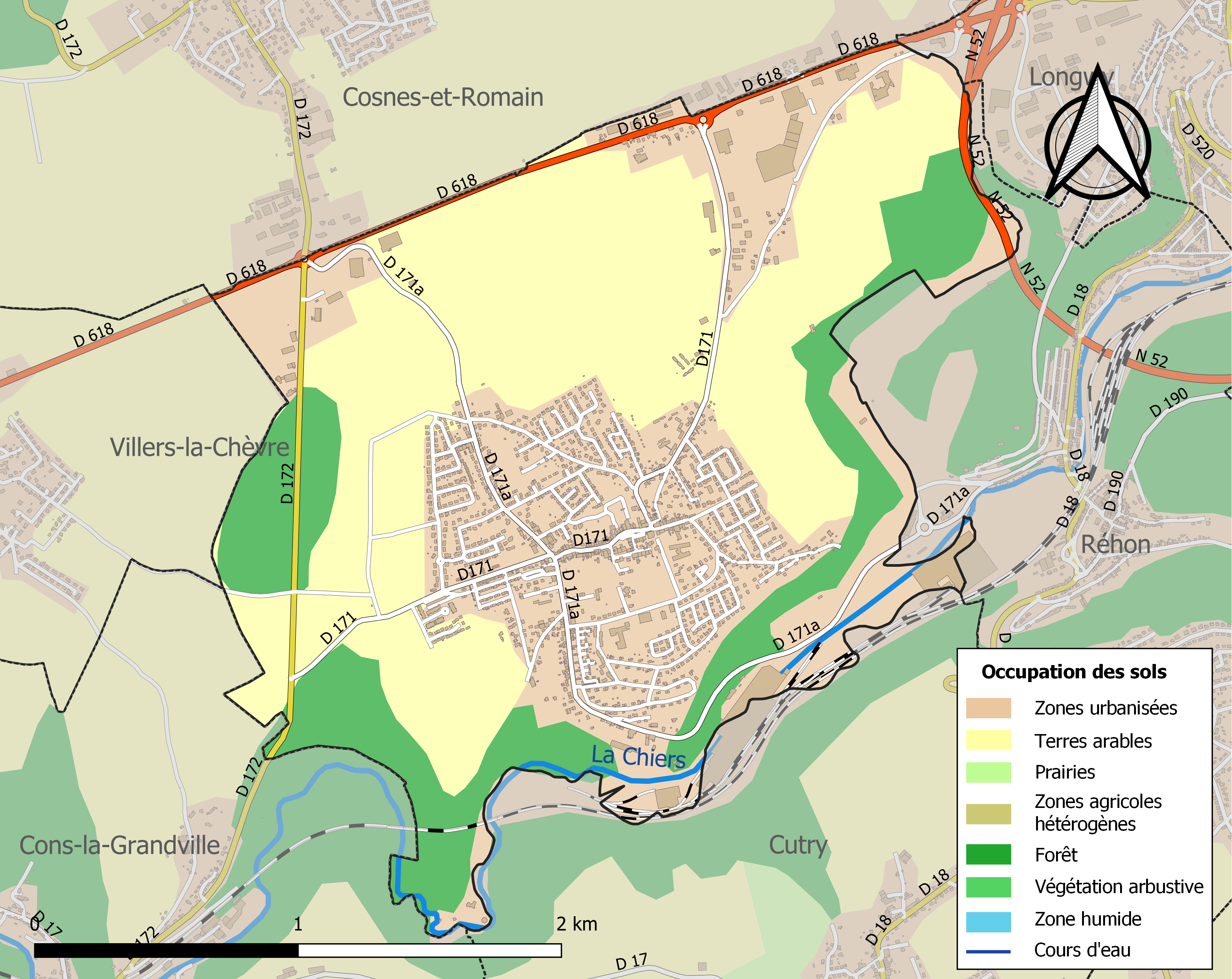
Carte des infrastructures et de l'occupation des sols de la commune en 2018 (CLC).

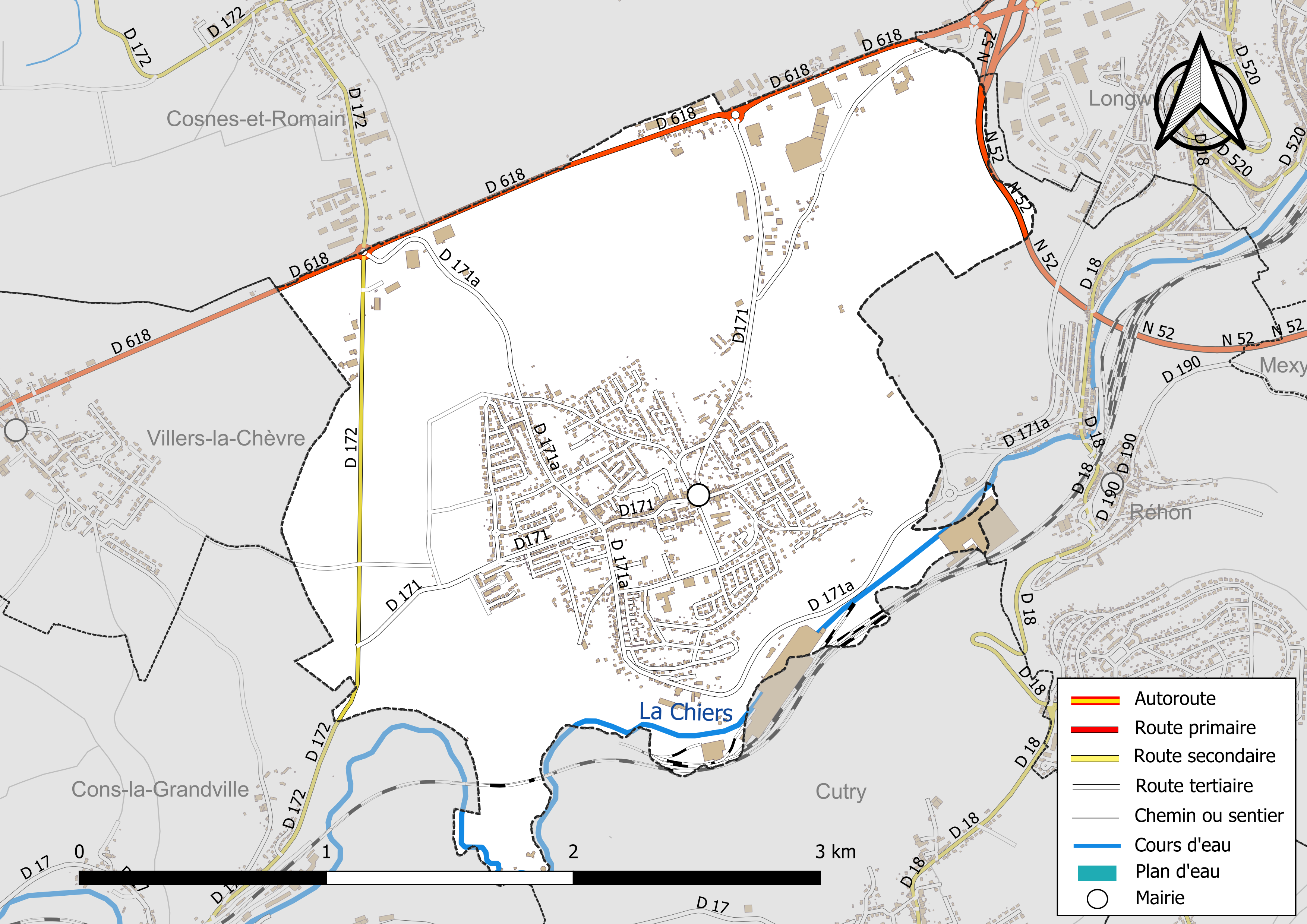
Carte hydrographique et des infrastructures de transport en 2022.

### Typologie
Au 1er janvier 2024, Lexy est catégorisée ceinture urbaine, selon la nouvelle grille communale de densité à sept niveaux définie par l'Insee en 2022.
Elle appartient à l'unité urbaine de Longwy (partie française), une agglomération internationale regroupant onze  communes, dont elle est une commune de la banlieue,,. Par ailleurs la commune fait partie de l'aire d'attraction de Longwy, dont elle est une commune de la couronne,. Cette aire, qui regroupe 23 communes, est catégorisée dans les aires de moins de 50 000 habitants,.

### Occupation des sols
L'occupation des sols de la commune, telle qu'elle ressort de la base de données européenne d’occupation biophysique des sols Corine Land Cover (CLC), est marquée par l'importance des territoires agricoles (43 % en 2018), en diminution par rapport à 1990 (57,2 %). La répartition détaillée en 2018 est la suivante : terres arables (43 %), zones urbanisées (23,2 %), zones industrielles ou commerciales et réseaux de communication (17,1 %), forêts (16,7 %). L'évolution de l’occupation des sols de la commune et de ses infrastructures peut être observée sur les différentes représentations cartographiques du territoire : la carte de Cassini (XVIIIe siècle), la carte d'état-major (1820-1866) et les cartes ou photos aériennes de l'IGN pour la période actuelle (1950 à aujourd'hui).

### Habitat et logement
En 2020, le nombre total de logements dans la commune était de 1 780, alors qu'il était de 1 563 en 2015 et de 1 349 en 2010.
Parmi ces logements, 94,4 % étaient des résidences principales, 1,4 % des résidences secondaires et 4,2 % des logements vacants. Ces logements étaient pour 70,4 % d'entre eux des maisons individuelles et pour 29,5 % des appartements.
Le tableau ci-dessous présente la typologie des logements à Lexy en 2020 en comparaison avec celle de Meurthe-et-Moselle et de la France entière. Une caractéristique marquante du parc de logements est ainsi une proportion de résidences secondaires et logements occasionnels (1,4 %) inférieure à celle du département (2,1 %) et à celle de la France entière (9,7 %). Concernant le statut d'occupation de ces logements, 68 % des habitants de la commune sont propriétaires de leur logement (73,1 % en 2015), contre 57,3 % pour la Meurthe-et-Moselle et 57,5 pour la France entière.
| Typologie                                               | Lexy | Meurthe-et-Moselle | France entière |
| ------------------------------------------------------- | ---- | ------------------ | -------------- |
| Résidences principales (en %)                           | 94,4 | 88,6               | 82,1           |
| Résidences secondaires et logements occasionnels (en %) | 1,4  | 2,1                | 9,7            |
| Logements vacants (en %)                                | 4,2  | 9,3                | 8,2            |

### Voies de communication et transports
Le long de la Chiers passe la ligne de Longuyon à Mont-Saint-Martin (vers Athus), mais la station de chemin de fer la plus proche est la gare de Longwy  desservie par les trains du réseau TER Grand Est (lignes de Longwy à Metz-Ville, à Nancy-Ville, à Reims et à Charleville-Mézières) ainsi que par des  trains Regional-Express (RE) des CFL à destination de Luxembourg (ligne 70).

### Énergie
La commune a suscité la création d'une centrale hydroélectrique sur la Chiers, mise en service en 2023 à l'emplacement de l'ancien moulin de Cons-la-Grandville et dont la production devrait couvrir le quart de la consommation énergétique de la commune. Elle encourage la pose de panneaux photovoltaïque et la création d'une unité de méthanisation est envisagée.

## Toponymie
Le nom de la localité est attesté sous les formes Lecey (1449) ; Lexey (1594) ; Luxy (1651-1684).

## Histoire

### Antiquité
On trouve quelques traces d'une occupation gallo-romaine du site[réf. nécessaire].

### Temps modernes
Le territoire de la commune actuelle a changé de mains à de nombreuses reprises au cours de l'histoire[précision nécessaire], elle fut longtemps un domaine du comté de Bar et ce n'est qu'au moment du rattachement du duché de Lorraine à la France en 1766 que Lexy devient définitivement française.

### Époque contemporaine
La région fut le théâtre de plusieurs batailles au début de la Première Guerre mondiale. Le 22 août 1914 eut lieu la bataille de Lexy dont l'ossuaire militaire marque le souvenir. la commune est décoré de la Croix de guerre 1914-1918 le 5 février 1921.

## Politique et administration

### Rattachements administratifs
La commune se trouve dans l'arrondissement de Briey du département de Meurthe-et-Moselle.
Elle faisait partie de 1801 à 1973  du canton de Longwy, année où elle intègre le canton de Mont-Saint-Martin. Dans le cadre du redécoupage cantonal de 2014 en France, cette circonscription administrative territoriale a disparu, et le canton n'est plus qu'une circonscription électorale.

### Rattachements électoraux
Pour les élections départementales, la commune fait partie depuis 2014 d'un nouveau canton de Longwy porté à huit communes
Pour l'élection des députés, elle fait partie de la troisième circonscription de Meurthe-et-Moselle.

### Intercommunalité
La commune est membre de la communauté d'agglomération dénommée depuis 2021 Grand Longwy Agglomération, un établissement public de coopération intercommunale (EPCI) à fiscalité propre créé en 2017 sous le nom de communauté d'agglomération de Longwy par transformation de la  communauté de communes de l'Agglomération de Longwy  et auquel la commune a transféré un certain nombre de ses compétences, dans les conditions déterminées par le code général des collectivités territoriales.
Cette communauté de commune avait elle-même été créée en 2002 par transformation d'un district constitué en 1960 et qui avait progressivement intégré d'autres communes.
La commune est également membre de l'Agglomération transfrontalière du pôle européen de développement.

### Tendances politiques et résultats
Lors des élections municipales de 2014 en Meurthe-et-Moselle, la liste UDI menée par le maire sortant Gérard Allieri est la seule candidate et obtient donc la totalité des 1 208 suffrages exprimés. La liste est élue en totalité lors d'un scrutin où 46,84 % des électeurs se sont abstenus et 10,12 % des votants ont choisi un bulletin blanc ou nul.
Il en est de même lors des élections municipales de 2014 en Meurthe-et-Moselle où la liste DVD menée par le maire sortant Gérérd Allieri obtient les  627 suffrages exprimés, lors d'un scrutin marqué par la pandémie de Covid-19 en France où 74,42 % des électeurs se sont abstenus et 6,14 % des électeurs ont choisi un bulletin blanc ou nul.

### Liste des maires
| Période                                  | Période                    | Identité        | Étiquette | Qualité                                                                 |
| ---------------------------------------- | -------------------------- | --------------- | --------- | ----------------------------------------------------------------------- |
| Les données manquantes sont à compléter. |                            |                 |           |                                                                         |
| mars 1989                                | En cours (au 29 août 2023) | Gérard Allieri, | DVD       | Ancien directeur des ressources humaines Réélu pour le mandat 2020-2026 |

## Équipements et services publics

### Espaces publics
La commune a reçu en 2009 sa première fleur au concours des villes et villages fleuris, puis une seconde fleur en 2013, distinction renouvelée depuis.

### Enseignement
La commune compte une école primaire, ainsi que le collège Émile-Gallé.

### Santé et solidarité
Une maison de retraité médicalisée se trouve dans la commune.

### Justice, sécurité, secours et défense
La commune dispose d'un centre de secours des pompiers et d'une caserne de gendarmerie ainsi que d'un agent de police municipale.

## Population et société

### Démographie
L'évolution du nombre d'habitants est connue à travers les recensements de la population effectués dans la commune depuis 1793. Pour les communes de moins de 10 000 habitants, une enquête de recensement portant sur toute la population est réalisée tous les cinq ans, les populations de référence des années intermédiaires étant quant à elles estimées par interpolation ou extrapolation. Pour la commune, le premier recensement exhaustif entrant dans le cadre du nouveau dispositif a été réalisé en 2006.

En 2022, la commune comptait 3 902 habitants, en évolution de +8,18 % par rapport à 2016 (Meurthe-et-Moselle : −0,13 %, France hors Mayotte : +2,11 %).
| 1793 | 1800 | 1806 | 1836 | 1841 | 1861 | 1866 | 1872 | 1876 |
| ---- | ---- | ---- | ---- | ---- | ---- | ---- | ---- | ---- |
| 342  | 288  | 358  | 333  | 352  | 375  | 391  | 413  | 403  |

| 1881 | 1886 | 1891 | 1896 | 1901 | 1906 | 1911 | 1921 | 1926 |
| ---- | ---- | ---- | ---- | ---- | ---- | ---- | ---- | ---- |
| 448  | 416  | 390  | 450  | 429  | 426  | 548  | 502  | 937  |

| 1931  | 1936  | 1946 | 1954 | 1962  | 1968  | 1975  | 1982  | 1990  |
| ----- | ----- | ---- | ---- | ----- | ----- | ----- | ----- | ----- |
| 1 168 | 1 005 | 945  | 986  | 2 143 | 2 627 | 3 013 | 3 377 | 2 962 |

| 1999  | 2006  | 2011  | 2016  | 2021  | 2022  | - | - | - |
| ----- | ----- | ----- | ----- | ----- | ----- | - | - | - |
| 2 993 | 2 874 | 3 176 | 3 607 | 3 874 | 3 902 | - | - | - |

À l'instar des autres communes du Pays Haut, Lexy a connu une importante croissance démographique de la fin du XIXe siècle au début des années 1980, lorsque les grandes fermetures d'usines liées à la sidérurgie ont eu lieu. Après une relative diminution durant les années 1980 et 1990, la population est repassée au-dessus de 3 000 habitants au cours des années 2000. En effet, l'importante croissance du travail transfrontalier, notamment à destination du Luxembourg, depuis les années 1990, a amené une nouvelle dynamique de croissance démographique dans la région, dont Lexy, disposant d’infrastructures collectives de qualité, d'une bonne accessibilité et d'une relative tranquillité, bénéficie. À l'image du pays, la population lexéenne est aujourd'hui vieillissante et au cours des années 2000, la commune aura connu la fusion des deux groupes scolaires et l’ouverture d’une maison de retraite.

### Manifestations culturelles et festivités
Depuis 2005, la ville accueille le Festival de bande dessinée de Lexy. Des dessinateurs de renom tels que Georges Ramaïoli, Édouard Aidans, Louis-Michel Carpentier, Dino Attanasio ou encore Daniel Kox ont participé à ce festival[réf. nécessaire].
La 6e étape du tour de France 2022 a relié Binche, en Belgique, à Longwy en traversant Lexy et l'usine Tubular Products d'ArcelorMittal. A cette occasion, l'usine a installé un vélo haut de 4 m. qu'elle a construit et installé temporairement devant l'usine

## Économie
La maison d'édition Le Sphinx des glaces est basée rue de Longwy à Lexy : elle publie des adaptations en bande dessinées des romans de Jules Verne, des ouvrages régionalistes ainsi que la série jeunesse Les compagnons de Villers-la-Chèvre.

## Culture locale et patrimoine

### Lieux et monuments

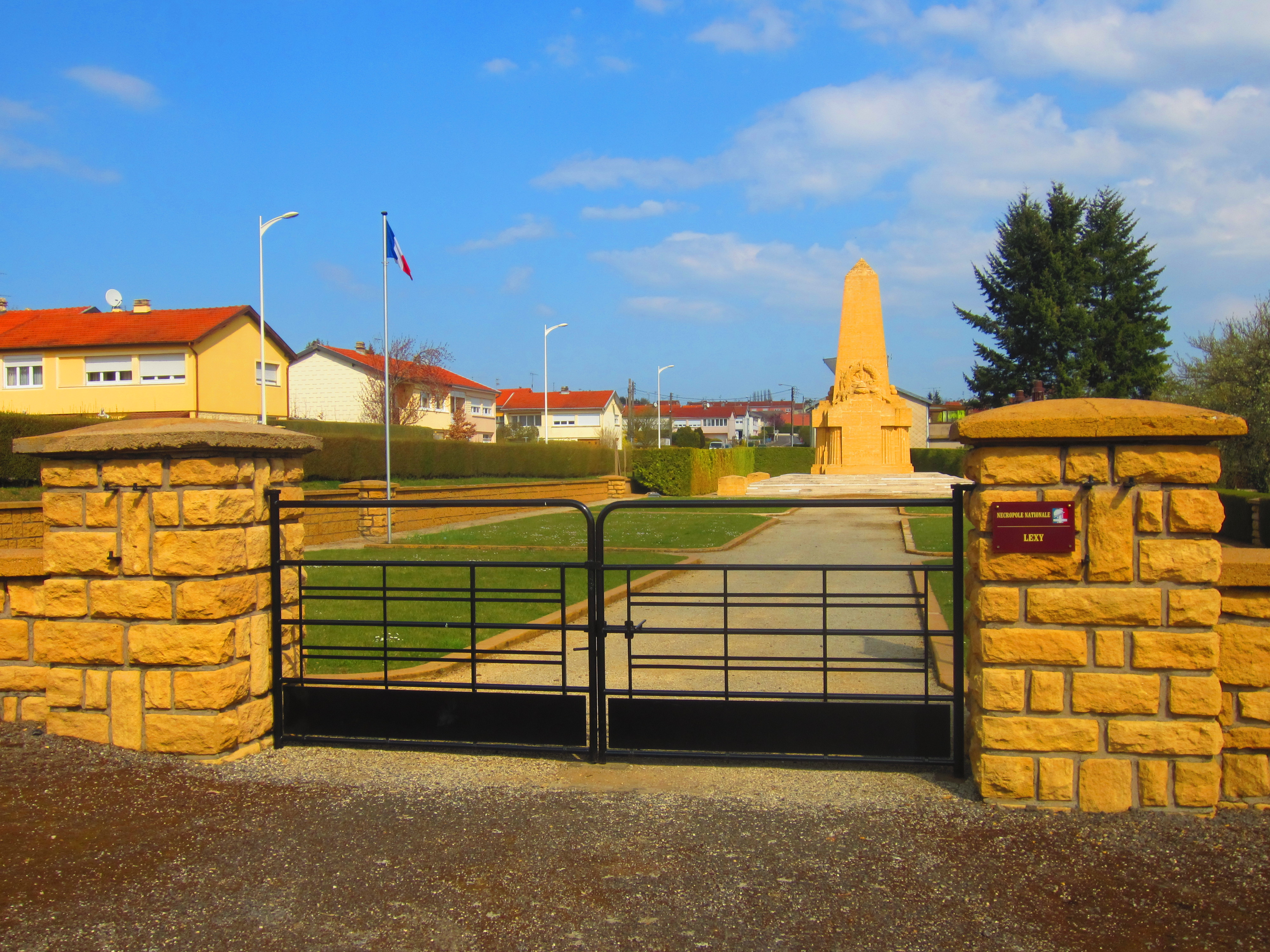
Le Cimetiere militaire francais.

- L'Ossuaire militaire fut érigé en souvenir de la bataille de 1914.

- L'école primaire de Lexy a été construite en 1935 par les architectes  Pierre Le Bourgeois et Jean Zimmermann[34].
- Église paroissiale de la-Nativité-de la-Vierge. L'ancienne église paroissiale non documentée, située au lieu-dit Hachon, au bout du village, ayant été détruite par les guerres du XVIIe siècle, le culte est transféré dans la chapelle des Mercy, augmentée en 1696, d'un petit chœur : menaçant ruine en 1788, elle est reconstruite en 1789-1790, date portée par la pierre de consécration, Charles-Antoine-Florentin d'Ollières étant alors curé. Endommagée par la foudre en 1847, la tour est exhaussée de deux niveaux avec terrasse en 1849, sur le modèle de Longwy-Haut. Devenue trop petite en raison de l'accroissement de la population, l'église est détruite en 1963 à l'exception de la tour, la nef et le chœur étant reconstruits en 1964, aux frais du comité d'équipement ecclésial. L'église contemporaine possède une tour-clocher datant du XVIIIe siècle et servant d'observatoire. En son sein on peut découvrir de grands tableaux contemporains surplombant l'autel et des pièces d'orfèvrerie ancienne.

### Personnalités liées à la commune
- Olivier Wozniak, dessinateur de bandes dessinées, a passé son enfance à Lexy.
- Cyrille Thouvenin, acteur, a passé son enfance à Lexy.

### Héraldique
| Blason de Lexy | Blason  | Parti d’azur à deux bars adossés d’or accompagnés de quatre croix pommetées au pied fiché de même, et de sinople à trois annelets d’or accompagnés en pointe par une étoile de même. |
| Blason de Lexy | Détails | Création Marcel Mourlon. Adopté en 1977. |

## Pour approfondir